# St. Marien (Röglitz)

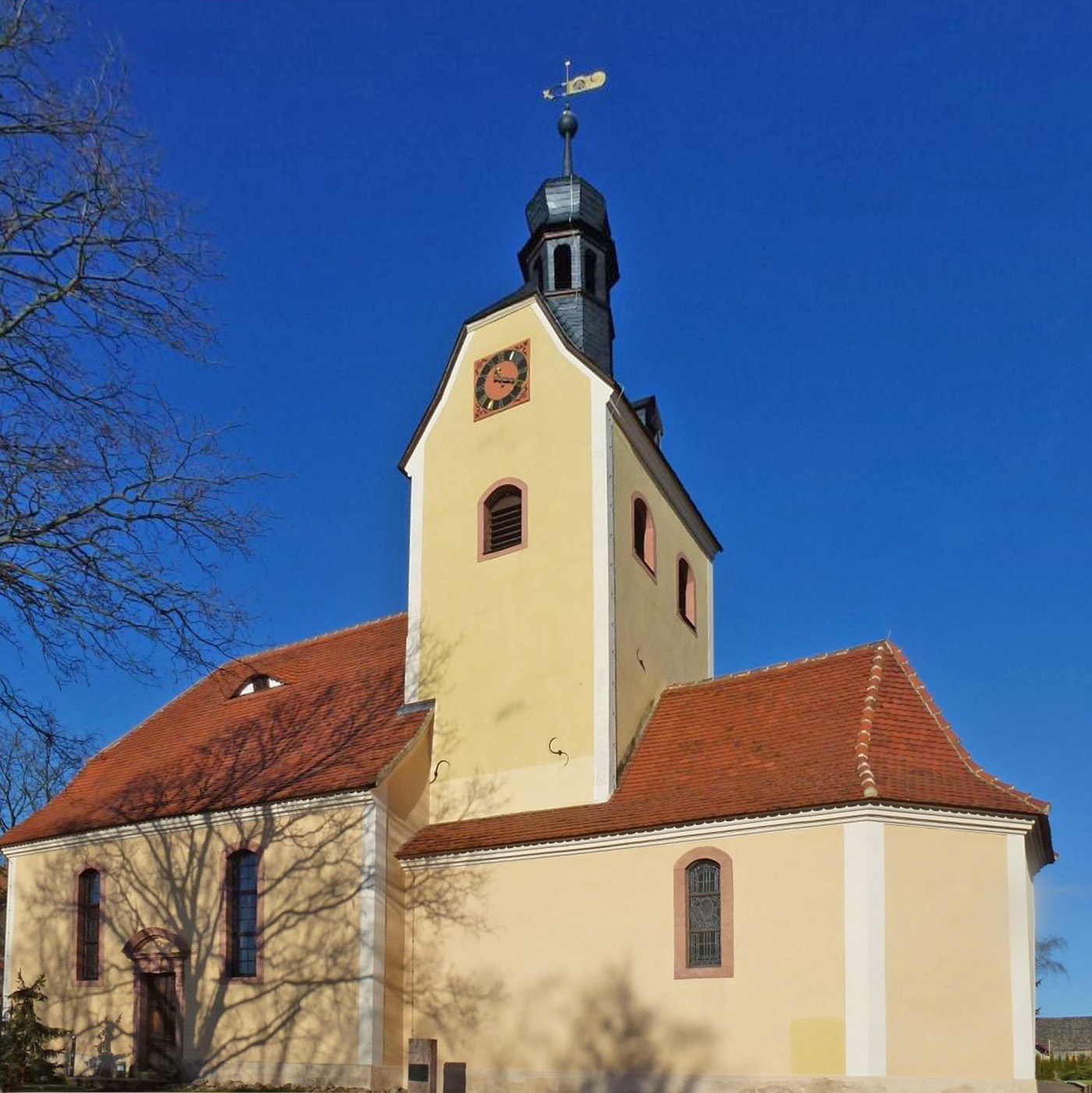
St. Marien in Röglitz

St. Marien ist eine denkmalgeschützte evangelische Kirche im Ort Röglitz der Gemeinde Schkopau in Sachsen-Anhalt. Im örtlichen Denkmalverzeichnis ist sie unter der Erfassungsnummer 094 20848 als Baudenkmal verzeichnet. Sie gehört zum Pfarrbereich Dieskau im Kirchenkreis Halle-Saalkreis der Evangelischen Kirche in Mitteldeutschland.
Das Maria geweihte Sakralgebäude steht in der Kirchgasse in Röglitz. Der Kirchturm steht als Chorturm im Osten des Kirchenschiffes. Aufgrund des bevorstehenden Braunkohleabbaus wurde die Kirche 1980 aufgegeben. Ihr 1992 begonnener Wiederaufbau zog sich bis 2006 hin. Heute ist die Kirche gelb verputzt.

## Glocken
Heute trägt die Kirche drei wertvolle Glocken, die in der Tonfolge cis″ – fis″ – ais″ erklingen. Die große Glocke ist gotisch, die mittlere modern. Die kleinste Glocke ist in Zuckerhutform gegossen. Alle drei Glocken sind elektrisch läutbar.